# Squilla
Squilla es un género de crustáceo estomatópodo de la familia Squillidae.

## Especies
Squilla incluye las siguientes especies:
- Squilla aculeata Bigelow, 1893
- Squilla biformis Bigelow, 1891
- Squilla bigelowi Schmitt, 1940
- Squilla brasiliensis Calman, 1917
- Squilla cadenati Manning, 1970
- Squilla caribaea Manning, 1969
- Squilla chydaea Manning, 1962
- Squilla deceptrix Manning, 1969
- Squilla discors Manning, 1962
- Squilla edentata (Lunz, 1937)
- Squilla empusa Say, 1818
- Squilla grenadensis Manning, 1969
- Squilla hancocki Schmitt, 1940
- Squilla intermedia Bigelow, 1893
- Squilla latreillei
- Squilla lijdingi Holthuis, 1959
- Squilla mantis (Linnaeus, 1758)
- Squilla mantoidea Bigelow, 1893
- Squilla obtusa Holthuis, 1959
- Squilla panamensis Bigelow, 1891
- Squilla parva Bigelow, 1891
- Squilla rugosa Bigelow, 1893
- Squilla surinamica Holthuis, 1959
- Squilla tiburonensis Schmitt, 1940